# 米斯萊德岩
54°30′S 37°8′W / 54.500°S 37.133°W
米斯萊德岩（英語：Mislaid Rock）是南極洲的岩石，位於南喬治亞群島的安年科夫島，處於第一角西南面，在1931年由英國海軍繪入地圖，由英國海外領土管轄。